# Edith Gufler
Edith Gufler, née le 6 août 1962 à Merano, est une tireuse sportive italienne.

## Biographie
Aux Jeux olympiques d'été de 1984 à Los Angeles, Edith Gufler est vice-championne olympique de l'épreuve féminine de carabine à air à 10 mètres.